# Порі (Тирва)
По́рі (ест. Pori küla) — село в Естонії, у волості Тирва повіту Валґамаа.

## Населення
Чисельність населення на 31 грудня 2011 року становила 55 осіб.

## Історія
До 21 жовтня 2017 року село входило до складу волості Пидрала.